# Policja zastępcza
Policja zastępcza (ang. The Other Guys) – amerykańska komedia z 2010 roku w reżyserii Adama McKaya. Zdjęcia do filmu kręcono w Nowym Jorku.

## Fabuła
Tak jak w innych zawodach, tak i w policji pracują różni ludzie. Jedni mają szansę zostać gwiazdami, inni wykonują mrówczą, mało efektowną pracę. Do tych pierwszych na pewno można zaliczyć Christophera Dansona (Dwayne Johnson) i P.K. Highsmitha (Samuel L. Jackson), detektywów z Nowojorskiego Wydziału Policji (NYPD) – to najtwardsi i najbardziej uwielbiani gliniarze w mieście. I do tego nie noszą tatuaży – to inni tatuują sobie na ciele ich podobizny.
W tym samym wydziale, kilka biurek dalej, pracują detektywi Allen Gamble (Will Ferrell) i Terry Hoitz (Mark Wahlberg). To właśnie takich jak oni można oglądać w tle na fotografiach z Dansonem i Highsmithem. Najczęściej są na nich rozmazani i mają zamknięte oczy. I nie są bohaterami. Gamble z reguły nigdy nie odchodzi od biurka, zajęty papierkową robotą. Hoitz jest bardziej zainteresowany ulicą. I zależy mu na tym, żeby w końcu zapamiętano także jego nazwisko.
Teraz Hoitz pracuje jednak w towarzystwie Gamble'a. To efekt błędu, jaki kiedyś popełnił. Ale każdy policjant może kiedyś trafić na swój wielki dzień. Gamble i Hoitz natykają się na z pozoru nieistotną sprawę, która okazuje się jednym z najpoważniejszych nowojorskich przestępstw. To szansa ich życia.

## Obsada
- Will Ferrell jako Allen Gamble
- Mark Wahlberg jako Terry Hoitz
- Dwayne Johnson jako Christopher Danson
- Samuel L. Jackson jako P.K. Highsmith
- Eva Mendes jako doktor Sheila Ramos Gamble
- Michael Keaton jako kapitan Gene Mauch
- Steve Coogan jako sir David Ershon
- Ray Stevenson jako Roger Wesley
- Rob Riggle jako detektyw Evan Martin
- Damon Wayans Jr. jako detektyw Fosse
- Michael Delaney jako Bob Littleford
- Zach Woods jako Douglas
- Lindsay Sloane jako Francine
- Rob Huebel jako oficer Watts
- Bobby Cannavale jako Jimmy
- Andy Buckley jako Don Beaman
- Adam McKay jako Dirty Mike
- Oliver Wood jako kapitan Salty